# Richard P. Freeman
Richard Patrick Freeman (24 de abril de 1869 – 8 de julio de 1944) fue un Representante de Estados Unidos natural de Connecticut.
Nació en la ciudad de New London y fue a la escuela pública.
Se graduó del instituto Bulkeley de New London en 1887; de la Escuela Preparatoria Noble and Greenough’s (en Boston, Massachusetts), en 1888; de la  Universidad de Harvard en 1891, y de la facultad de derecho de la Universidad de Yale en 1894.
Se colegió en 1894 y comenzó su ejercicio en New London, Connecticut.
Fue agente especial del Departamento de Asuntos Interiores en los estados de Oregón  y Washington entre los años 1896 y 1898.
Durante la guerra con España prestó servicio como Sargento Mayor en el Tercer Regimiento, en la Infantería de Voluntarios de Connecticut, y posteriormente actuó como auditor de guerra y abogado de los acusados en el Tribunal de Justicia Militar de la Guardia Nacional de Connecticut.  
Prestó servicio como fiscal de la ciudad de New London desde 1898  hasta 1901.
Volvió a presentarse como candidato a la reelección al Congreso en 1912 en representación del Partido Republicano, esta vez sin éxito.
Freeman fue elegido  candidato Republicano al  sexagésimo congreso y a los ocho  siguientes (4 de marzo de 1915 – 3 de marzo de 1933).
Volvió a presentarse como candidato en 1932, pero no fue reelegido.
Retomó el ejercicio jurídico en New London (Connecticut) y murió en Newington, Connecticut, el 8 de julio de 1944.
Fue enterrado en el cementerio Cedar Grove, en New London, Connecticut.
- Datos: Q2150330